# Gulo gulo gulo
El glotón europeo (Gulo gulo gulo) es una subespecie de mamíferos carnívoros de la familia Mustelidae, subfamilia Mustelinae.

## Distribución geográfica
Se encuentra en el Viejo Mundo.